# Conservatorio di San Carlo

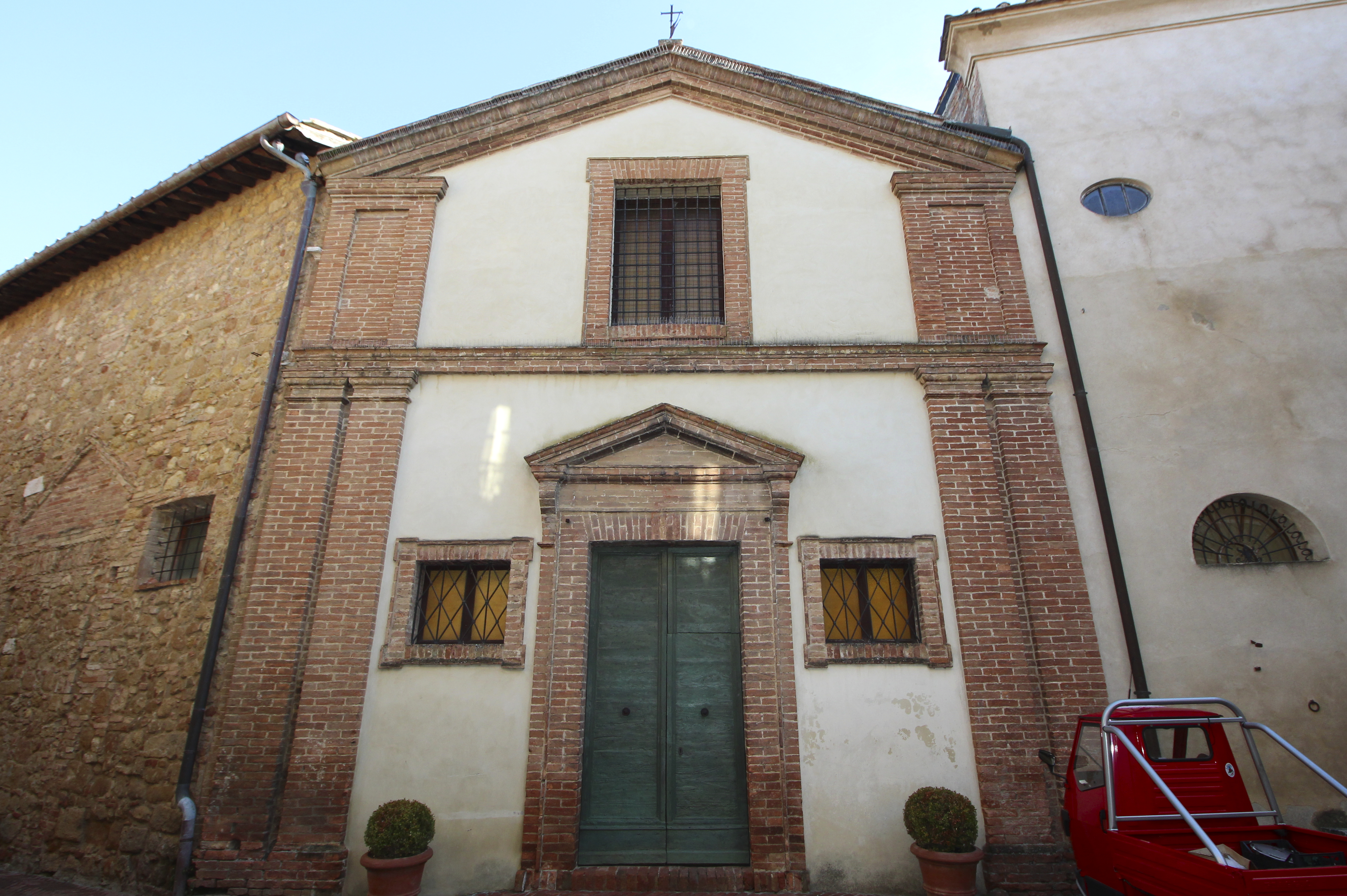
La chiesa di San Carlo

Il conservatorio di San Carlo è un'antica istituzione pientina, sorta nel '600 e sviluppatasi e ampliatasi nei secoli successivi. Attualmente l'istituzione è costituita in forma di fondazione (Fondazione Conservatorio San Carlo Borromeo di Pienza) ed è proprietaria di alcuni immobili in Pienza.

## Storia e descrizione
Già monastero delle suore Agostiniane fondato nel 1634 e conservatorio femminile dal 1787. Nella chiesa, sull'altare maggiore si trova una tela del 1620-25 di Francesco Rustici detto il Rustichino, raffigurante la Madonna col Bambino e i Santi Carlo Borromeo, Francesco, Chiara, Caterina da Siena e Giovanni Battista.